# Guy Genet
Guy Genet est un footballeur français, né le 14 août 1955 à Lyon dans le département du Rhône.Son père à également évolué au niveau professionnel, tout comme son fils, Alexis qui est également footballeur professionnel.

## Biographie
Guy Genet doit mettre un terme à sa carrière professionnelle à l'âge de 29 ans, à cause de multiples blessures : une rupture du long péronier latéral de la jambe gauche pendant son passage à Nîmes et une rupture des ligaments croisés du genou gauche lorsqu'il jouait à Villefranche-sur-Saône.
Aujourd'hui, il est reconverti au poste de coordinateur sportif à l'Olympique lyonnais et gère toute la logistique de l'équipe professionnelle. Il est présent au stade avant les joueurs pour préparer leurs équipements et les poser à la place de chacun des joueurs. C'est également lui qui s'occupe du flocage des maillots et des shorts. Il gère enfin les déplacements de l'équipe et l'accueil des nouveaux joueurs, notamment pour leur logement. 
En poste entre 1996 et 2020, il était présent lors de la victoire de l'OL en coupe de la ligue en 2001 et pour les sept titres en Ligue 1 de 2002 à 2008.